# Agnes Moorehead
Agnes Robertson Moorehead (ur. 6 grudnia 1900 w Clinton, zm. 30 kwietnia 1974 w Rochester) – amerykańska aktorka, czterokrotnie nominowana do Oscara za drugoplanowe role w filmach: Wspaniałość Ambersonów (1942), Pani Parkington (1944), Johnny Belinda (1948) i Nie płacz, Charlotto (1964).
Występowała w serialu Prawo Burke’a (1963–1965).

## Filmografia
Opracowano na podstawie źródła.

### Filmy
- 1941: Obywatel Kane jako Mary Kane
- 1942:
  - The Big Street jako Violette
  - Wspaniałość Ambersonów jako Fanny
- 1943:
  - Dziwne Losy Jane Eyre jako Pani Reed
  - Podróż do krainy strachu jako Pani Mathews
  - The Youngest Proffesion jako Panna Featherstone
  - Guwernantka jako Pani Wright
- 1944:
  - Tomorrow, the World! jako ciotka Jessie Frame
  - Siódmy krzyż jako Pani Marelli
  - Od kiedy cię nie ma jako Pani Emily Hawkins
  - Pani Parkington jako „Baroness” Aspasia Conti
  - Smocze nasienie jako żona trzeciego kuzyna
- 1945:
  - Delikatne owoce winorośli jako Bruna Jacobson
  - Her Highness and the Bellboy jako Hrabina Zoe
  - Keep Your Powder Dry jako podpułkownik Spottiswoode
- 1947:
  - Mroczne przejście jako Madge Rapf
  - The Lost Moment jako Juliana Borderau
- 1948:
  - Johnny Belinda jako Aggie McDonald
  - Letnie wakacje jako kuzynka Lily
  - Stacja zachód jako Mary Caslon
  - Dziewczyna w Bieli jako Hrabina Fosco
- 1949:
  - Wielki grzesznik jako Emma Getzel
  - Historia Monty Strattona jako Ma Stratton
  - Without Honor jako Katherine Williams
- 1950:
  - Uwięziona jako Ruth Benton
  - Black Jack jako Pani Emily Birk
- 1951:
  - Czternaście godzin jako Christine Hill Cosick
  - The Blue Veil jako Pani Palfrey
  - Statek komediantów Parthy Hawks
  - Adventures of Capitain Fabian jako ciotka Jezebel
- 1952: The Blazing Forest jako Jessie Crain
- 1953:
  - Skandal w Scourie jako siostra Josephine
  - Main Street to Broadway jako Mildred Waterbury
  - Historia trzech miłości jako ciotka Lydia „The Jealous Lover”
  - Those Redheads from Seattle jako Pani Edmonds
- 1954: Wspaniała obsesja jako Nancy Ashford
- 1955: 
  - Lewa ręka Pana Boga jako Beryl Sigman
  - Wszystko, na co niebo zezwala jako Sara Warren
  - Siła uczuć jako Aggie
- 1956:
  - Zdobywca jako Höelün
  - Spotkajmy się w Las Vegas jako Panna Hattie
  - Łabędź jako Królowa Maria Dominika
  - Płeć przeciwna jako Hrabina
  - The Revolt of Mamie Stover jako Bertha Parchman
  - Pardners jako Pani Matilda Kingsley
- 1957:
  - Historia ludzkości jako Królowa Elżbieta I
  - Prawdziwa historia Jesse Jamesa jako Pani Samuel
  - Jeanne Eagels jako Nellie Neilson
  - W poszukiwaniu deszczowego drzewa jako Ellen Shawnessy
- 1958: Burza nad stepem jako Wasylia
- 1959:
  - The Bat jako Cornelia van Gorder
  - Night of the Quarter Moon jako Cornrlia Nelson
- 1960: Pollyanna jako Pani Snow
- 1961: Kawaler w raju jako Sędzina Peterson
- 1962:
  - Jak zdobyto Dziki Zachód jako Rebecca Prescott
  - Jessica jako Maria Lombardo
- 1963: Who's Minding the Store jako Pani Phoebe Tuttle
- 1964: Nie płacz, Charlotto
- 1966:
  - Alice Through the Looking Glass jako Czerwona Królowa
  - Śpiewająca zakonnica jako Siostra Cluny
- 1969: The Ballad of Andy Crocker jako Matka Lisy
- 1971:
  - Co się stało z Helen? jako Siostra Alma
  - Marriage: Year One jako Babcia Duden
  - The Strange Monster of Strawberry Cove jako Pani Pringle
  - Suddenly Single jako Marlene
- 1972: 
  - Rolling Man jako Babcia
  - Night of Terror jako Bronsky
  - Dear Dead Delilah jako Delilah Charles
- 1973: Frankenstein jako Pani Blair
- 1974: Rex Harrison Presents Stories of Love

### Seriale
- 1972: Ożeniłem się z czarownicą jako Endora

## Nagrody
- Złoty Glob
  - 1944: Pani Parkington (Najlepsza Aktorka Drugoplanowa)
  - 1964: Nie płacz, Charlotto (Najlepsza Aktorka Drugoplanowa)